# Ceutorhynchus picitarsis
Ceutorhynchus picitarsis é uma espécie de insetos coleópteros polífagos pertencente à família Curculionidae.
A autoridade científica da espécie é Gyllenhal, tendo sido descrita no ano de 1837.
Trata-se de uma espécie presente no território português.